# 이은 (1961년)
이은(1961년 7월 10일 ~ )은 대한민국의 영화 감독이자 영화 제작자로, 명필름의 대표이사로 활동하고 있다.

## 학력
- 중앙대학교 영화학과 학사
- 중앙대학교 첨단영상대학원 첨단영상학 석사

## 경력
- 독립영화집단 장산곶매 대표
- 영화진흥위원회 위원
- MK 버팔로 대표이사
- 중앙대학교 객원 교수
- 문화다양성포럼 운영위원장
- 스크린쿼터문화연대 이사
- 영화인회의 이사
- 명필름 대표이사

## 필모그래피

### 감독
- 《오! 꿈의 나라》 (1989년)
- 《파업전야》 (1990년)
- 《해가 서쪽에서 뜬다면》 (1998년)

### 제작자
- 《파업전야》 (1990년)
- 《코르셋》 (1996년)
- 《접속》 (1997년)
- 《조용한 가족》 (1998년)
- 《섬》 (2000년)
- 《공동경비구역 JSA》 (2000년)
- 《와이키키 브라더스》 (2001년)
- 《욕망》 (2002년)
- 《몽정기 2》 (2005년)
- 《소년은 울지 않는다》 (2007년)
- 《마당을 나온 암탉》 (2011년)
- 《건축학개론》 (2012년)

## 가족
- 부인 : 영화제작자 심재명 명필름 대표
- 처제 : 영화제작자 심보경 보경사 대표